# مورازی مچدلیدزه
مورازی مچدلیدزه (به اوکراینی: Мураз Мчедлідзе،  زادهٔ ۲۱ ژوئن ۱۹۹۴) یک کشتی‌گیر آزادکار اهل کشور اوکراین است. وی سابقه حضور در المپیک ۲۰۲۴ پاریس را دارد. 

## فعالیت حرفه‌ای

### المپیک ۲۰۲۴ پاریس
مچدلیدزه اولو در وزن ۹۷ کیلوگرم کشتی آزاد المپیک ۲۰۲۴ پاریس حاضر بود که در دور اول ابراهیم چیفتچی از ترکیه را شکست داد اما در دور بعد از گیوی ماتچاراشویلی از گرجستان شکست خورد و با توجه به حضور این کشتی‌گیر در فینال، به دیدار شانس مجدد رفت. او در مرحله شانس مجدد نیکولاس دی لانگ از آفریقا جنوبی را شکست داد اما در دیدار رده‌بندی به محمدخان محمدوف از آذربایجان باخت و پنجم شد.